# خانلر قشلاقی حاج بالا بیگ‌لو
خانلر قشلاقی حاج بالا بیگ‌لو، روستایی در دهستان اصلاندوز شرقی بخش مرکزی شهرستان اصلاندوز در استان اردبیل ایران است.

## جمعیت
بر پایه سرشماری عمومی نفوس و مسکن در سال ۱۳۹۵، جمعیت این روستا برابر با ۲۱۸ نفر (۶۳ خانوار) بوده‌است.